# Time Bomb (Buckcherry)
Time Bomb è il secondo album dei Buckcherry, pubblicato il 27 marzo 2001 dalla DreamWorks Records con la produzione di John Travis.

## Tracce
Tutti i brani scritti da Josh Todd e Keith Nelson, tranne dove diversamente indicato.
1. Frontside – 3:26
2. Ridin – 3:40
3. Time Bomb – 4:09
4. Porno Star – 3:20 (Todd, Yogi)
5. Place in the Sun – 3:07 (Nelson, Todd, Yogi)
6. (Segue) Helpless – 4:50
7. Underneath – 2:38 (Brightman, Todd, Yogi)
8. Slit My Wrists – 4:00 (Nelson, Todd, Yogi)
9. Whiskey in the Morning – 2:29
10. You – 4:04
11. Slamin – 2:58
12. Fall – 3:13
13. Open My Eyes (Traccia fantasma) – 3:36

Bonus tracks dell'edizione giapponese
1. Good Things – 3:00
2. Open My Eyes (Traccia fantasma) – 3:36

Tracce bonus dell'edizione Best Buy
1. Lit Up (Live Woodstock 1999) – 5:15
2. Fastback 69 (Live) – 3:48
3. Good Things – 3:27
4. Open My Eyes (Traccia fantasma) – 3:36

## Formazione
- Josh Todd – voce
- Keith Nelson – chitarra solista
- Yogi Lonich – chitarra ritmica, cori
- Jonathan "J.B." Brightman – basso
- Devon Glenn – batteria, percussioni